# Facultatea de Istorie a Universității din București

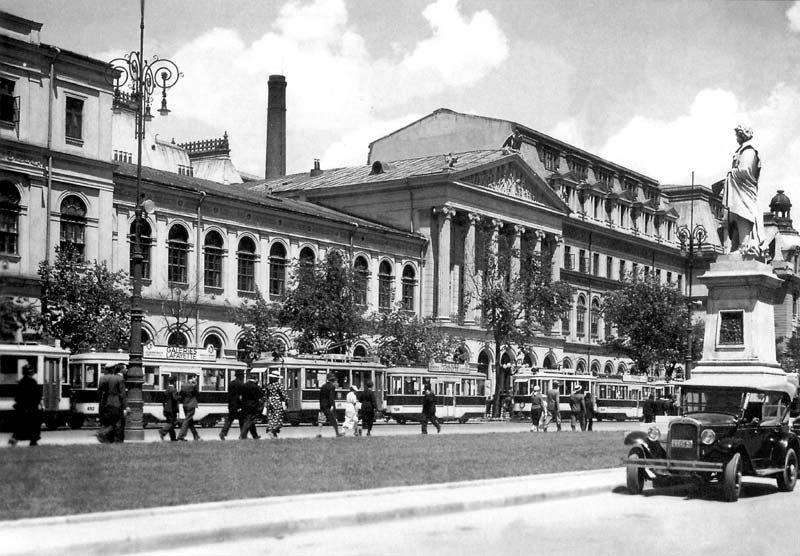
Clădirea principală a Universității din București în perioada interbelică cu vechea aripă a Facultății de Istorie.

Facultatea de Istorie este una dintre vechile facultăți ale Universității din București, situată în Palatul Universității.

## Istorie
Universitatea din București a fost fondată în anul 1864, fiind a doua cea mai veche instituție de învățământ superior modern din România, după Universitatea „Alexandru Ioan Cuza” din Iași (1860). În cadrul acesteia, a apărut Catedra de Istoria Românilor și a Literaturii Române. Ulterior, studiul istoriei a fost diversificat prin apariția a două noi catedre: Catedra de Arheologie (1877) și Catedra de Istorie Antică, Universală și Epigrafie (1882).
În anul 1890, catedra de Istoria Românilor și a Literaturii Române s-a separat în două: Catedra de Istoria Românilor și Catedra de Literatura română. Existau acum trei catedre de istorie: Istoria Românilor, Arheologie și Istorie Antică, Universală și Epigrafie. Între timp, au apărut și alte catedre: Catedra de Bizantinologie (1915), Catedra de Arheologie preistorică (1927, ce a fuzionat în 1938 cu cea de Arheologie), Catedra de Istorie a Slavilor de Răsărit (1932), Catedra de Istoria Popoarelor Balcanice (1942), Catedra de Istorie Diplomatică (1943) și Catedra de Istorie Economică (1947).
În perioada interbelică și în timpul Celui De-al Doilea Război Mondial au activat o serie de cercetători importanți în calitate de profesori în cadrul acestor catedre de istorie, între care: Dimitrie Onciul, Nicolae Iorga, Vasile Pârvan, Ioan Bogdan, Constantin C. Giurescu, Demostene Russo sau Gheorghe Brătianu.
La începutul perioadei comuniste, mai exact în perioada anilor 1948-1950, Facultatea de Istorie a fost unită cu Facultatea de Geografie. După anul 1950, cele două facultăți se despart din nou, iar Facultatea de Istorie este reformată prin apariția unor noi catedre, între care Catedra de Arhivistică. În perioada anilor '50-'60, facultatea se remarcă printr-o nouă serie de cercetători de renume, între care Mihail Berza, Emil Condurachi, Ion Nestor, Dionisie Pippidi, Andrei Oțetea, Aurelian Sacerdoțeanu sau Ioan Scurtu.
Din anul 1975, în componența facultății au intrat Institutul de Istorie „Nicolae Iorga”, Institutul de Arheologie „Vasile Pârvan” și Institutul de Studii Sud-Est Europene. La doi ani, în 1977, Facultatea de Istorie a fost unită cu Facultatea de Filosofie. Facultatea de Istorie și Filosofie a funcționat până în anul 1984 când cele două facultăți au fost din nou separate. În urma noii reorganizări, a rezultat o singură catedră de Istoria României și Istorie Universală ce a funcționat până după anul 1990 când programele facultății au suferit noi modificări. Printre foștii și actualii profesori renumiți ai facultății ce au activat după 1990 îi menționăm pe Dinu C. Giurescu, Lucian Boia, Stelian Brezeanu, Alexandru Barnea, Zoe Petre, Mihai Maxim, Andrei Pippidi, Adrian Cioroianu, Vlad Nistor, Bogdan Murgescu, Viorel Panaite și Ecaterina Lung. În anul 2005 a fost înființată și Școala Doctorală de Istorie.

## Departamente
- În prezent, Facultatea de Istorie este împărțită în trei departamente:

1. Departamentul de Istoria Românilor și a Sud-Estului Europei;
2. Departamentul de Istorie Antică, Arheologie și Istoria Artei;
3. Departamentul de Relații Internaționale și Istorie Universală;
De asemenea, există și Școala Doctorală de Istorie.

## Decani ai Facultății de Istorie după anul 1990
- Zoe Petre (1990-1996)

- Alexandru Barnea (1996-2004)

- Vlad Nistor (2004-2012)

- Adrian Cioroianu (2012-2015)

- Florentina Nițu (2015-2024)

- Matei Gheboianu (2024-prezent)

## Directori ai Școlii Doctorale de Istorie
- Zoe Petre (2005-2010)

- Antal Lukacs (2010-2011)

- Mihai Retegan (2011-2012)

- Bogdan Murgescu (2012-2013)

- Viorel Panaite (2013-2024)

- Ioan Carol Opriș (2024-prezent)